# كازنوري يوشيموتو
كازنوري يوشيموتو (باليابانية: 吉本 一謙)
(24 أبريل 1988 في كودايرا في اليابان)، هو لاعب كرة قدم ياباني سابق كان يلعب كمدافع.

## وصلات خارجية
- كازنوري يوشيموتو على موقع رابطة كرة القدم اليابانية للمحترفين (اليابانية)
- كازنوري يوشيموتو على موقع إي إس بي إن إف سي (الإنجليزية)
- كازنوري يوشيموتو على موقع قاعدة بيانات كرة القدم.إي يو (الإنجليزية)
- كازنوري يوشيموتو على موقع Soccerway.com (الإنجليزية)
- كازنوري يوشيموتو على موقع عالم كرة القدم.نت (الإنجليزية)
- كازنوري يوشيموتو على موقع كووورة